# John L. Balderston
John Lloyd Balderston (* 22. Oktober 1889 in Philadelphia; † 8. März 1954 in Los Angeles) war ein US-amerikanischer Journalist, Bühnen- und Drehbuchautor.

## Leben
John L. Balderston, der zunächst als Journalist für verschiedene Zeitungen, unter anderen für die New York World arbeitete, war während des Ersten Weltkrieges als Korrespondent in Europa tätig.
Ende der 1920er Jahre trat der amerikanische Verleger und Theaterproduzent Horace Liveright an Balderston heran, der seit einigen Jahren in London lebte. Balderston sollte für Liveright die Bühnenrechte an Bram Stokers Dracula erwerben. Liveright hatte zuvor mehrfach erfolglos mit Stokers Witwe Florence über die Rechte verhandelt. Balderstons Verhandlungen waren erfolgreich und Liveright bekam die Rechte, die Bühnenfassung von Dracula in Amerika aufzuführen. Balderston wurde damit beauftragt, das ursprünglich von Hamilton Deane geschriebene Bühnenstück für den amerikanischen Markt umzuschreiben. Nachdem Dracula am Broadway erfolgreich war, erwarb die Universal die Filmrechte für Dracula, verfilmte jedoch nicht den Roman, sondern das Bühnenstück Deanes und Balderstons.
Im Jahr 1931 wurde Balderston von Robert Florey engagiert, dem ursprünglich vorgesehene Regisseur von Frankenstein, um mit ihm zusammen Peggy Webblings Bühnenstück Frankenstein: An Adventure in the Macabre als Drehbuch zu adaptieren. Nachdem die Arbeit an dem Drehbuch beendet war, wurde Florey jedoch durch James Whale ersetzt und Balderston wurde in den Credits nicht als Drehbuchautor genannt.
Balderston schrieb weitere Drehbücher für Horrorfilme, wie zu Karl Freunds Die Mumie aus dem Jahr 1932. Die ursprüngliche Fassung des Drehbuchs stammte von Nancy Potham und trug zunächst den Namen Cagliostro. Da den Verantwortlichen der Universal Studios das Drehbuch zu konfus erschien, beauftragten sie Balderston damit, das Drehbuch umzuschreiben. Balderston entwickelte den gesamten Plot neu, so dass von der ursprünglichen Fassung kaum etwas übrig blieb. Der Film wurde ein weiterer Erfolg für Boris Karloff und die Universal Studios. Balderston erfand mit der Mumie ein neues Filmmonster, das nicht auf einer literarischen Vorlage, wie Mr. Hyde, Frankensteins Kreatur oder dem Vampir zurückging, aber im Film ähnlich erfolgreich war, was sich an ungezählten Remakes und Nachahmungen zeigte.
Für den Film Berkeley Square adaptierte Balderston zusammen mit Sonya Levien sein gleichnamiges Bühnenstück. Mit Karl Freund arbeitete Balderston ein weiteres Mal 1935 zusammen, bei Mad Love, dem zweiten und letzten Film Karl Freunds, als Regisseur. Das Drehbuch entstand in Zusammenarbeit mit PJ Wolfson und Guy Endore, nach dem Roman Les Mains d'Orlac von Maurice Renard. Als Fortsetzung von Dracula schrieb Balderston 1936 das Drehbuch zu Draculas Tochter. Balderstons Version wurde durch ein Autorenteam der Universal Studios mehrfach umgeschrieben. Wie schon 1931 wurde Garrett Fort in den Credits als Drehbuchautor genannt.
1936 wurde Balderston für den Oscar für die Drehbuchadaption zu Bengali (Lives Of A Bengal Lancer) nominiert. Eine weitere Nominierung erhielt er 1945 für die Drehbuchadaption zu Das Haus der Lady Alquist (Gaslight).
Im Jahr 1952 erschien Im Schatten der Krone, ein Remake des Films Der Gefangene von Zenda (The Prisoner of Zenda), das noch einmal Balderstons Drehbuch aus dem Jahr 1937 verwendete. John L. Balderstons letzte Filmarbeit war das Drehbuch zu Endstation Mars (Red Planet Mars), einem Science-Fiction-Film, der 1952 erschien.

## Filmografie (Auswahl)
- 1931: Dracula (Dracula)
- 1931: Frankenstein (Frankenstein)
- 1932: Die Mumie (The Mummy)
- 1933: Berkeley Square
- 1935: Mad Love
- 1935: Frankensteins Braut (The Bride of Frankenstein)
- 1935: Bengali (The Lives of a Bengal Lancer)
- 1935: The Mystery of Edwin Drood
- 1936: Geliebter Rebell (Beloved Enemy)
- 1936: Draculas Tochter (Dracula’s Daughter)
- 1936: The Amazing Quest
- 1936: Der Letzte der Mohikaner (The Last of the Mohicans)
- 1936: Mann, der sein Gehirn austauschte (The Man Who Changed His Mind)
- 1937: Der Gefangene von Zenda (The Prisoner of Zenda)
- 1940: Little Old New York
- 1940: Victory
- 1941: Scotland Yard
- 1941: Im Banne der Vergangenheit (Smilin’ Through)
- 1942: Stand by for Action
- 1942: Tennessee Johnson
- 1944: Das Haus der Lady Alquist (Gaslight)
- 1951: I’ll Never Forget You
- 1952: Im Schatten der Krone (The Prisoner of Zenda)
- 1952: Endstation Mars (Red Planet Mars)